# Thomas Logan
Thomas Logan es un personaje ficticio que aparece en los cómics estadounidenses publicados por Marvel Comics. El personaje ha sido descrito como el padre biológico de Wolverine, miembro de los X-Men. Fue creado por Bill Jemas, Joe Quesada y Paul Jenkins. Apareció en la serie limitada Origen, que detallaba los años de juventud y formación de Wolverine y se publicó de noviembre de 2001 a julio de 2002.

## Historia ficticia
Thomas Logan vivió en Alberta, Canadá, a finales del siglo XIX y es el jardinero de la propiedad de Howlett. Logan es un hombre de mal genio muy corto y se sabe que es un gran bebedor. Es el padre de Dog Logan, pero su fecha exacta de nacimiento es desconocida.
Thomas es abusivo con Dog, a menudo lo golpea severamente y le presenta alcohol al niño. Logan tiene un temperamento violento, una disposición mezquina, vuela a la ira incontrolable y siente envidia de los Howlett y su gran fortuna.
Después de ser despedido de su puesto y despedido de la finca por no haber controlado a su hijo, Thomas regresa a la casa en medio de la noche, armado y con su hijo Dog. Se cuela en el dormitorio que comparten John y Elizabeth Howlett y trata de persuadirla para que se vaya con él. Es aquí donde se implica un asunto secreto entre los dos. Antes de que Elizabeth pueda responder, Howlett regresa a la habitación y se enfrenta a Logan. Después de un acalorado intercambio, Logan dispara y mata a Howlett. Él es, a su vez, asesinado por James Howlett cuando el joven introduce sus garras de hueso en el pecho de Thomas. La mutación de James se desencadena por el trauma de ver a su padre asesinado ante sus ojos.
La serie sugiere que él y Elizabeth Howlett han estado involucrados en una relación secreta y romántica durante años. Por lo tanto, está implícito que Thomas es el padre biológico de Wolverine, con el adulto James Howlett que se parece exactamente a él.

## Paternidad
A pesar de que Thomas Logan tiene un parecido sorprendente con Wolverine cuando era adulto, en la miniserie no se afirma que sea el padre de Wolverine, aunque está implícito un asunto entre Logan y la madre de James, Elizabeth. Sin embargo, desde la miniserie, ha habido varios números de un solo disparo del Manual Oficial del Universo Marvel publicado desde 2004 que contienen un perfil en Wolverine. Dentro de esos temas, John Howlett, Jr. aparece como el padre de Wolverine en lugar de Thomas Logan.
Elizabeth estuvo enredada con Thomas durante muchos años, después de que fue liberada del aislamiento y después del nacimiento de James Howlett. Cuando el joven James Howlett usa sus garras por primera vez y mata a Thomas, una horrorizada Elizabeth exclama "no otra vez, no tú James...", refiriéndose sutilmente a las cicatrices que recibió de su primer hijo, John Howlett, quien murió en una muerte misteriosa, que se muestra cuando Rose entra a Elizabeth. Más adelante en la miniserie, se insinúa sutilmente que el abuelo Howlett mató al joven John Howlett (III) después de atacar a Elizabeth cuando John Howlett, Jr., no pudo defender a su esposa.
En Wolverine: Weapon X # 8, Logan reflexiona sobre haber matado a su propio padre, creyendo la paternidad de Tom Logan.
En Wolverine # 4 (diciembre de 2010), Wolverine mismo lo confirma, durante la trama de "Wolverine Goes to Hell", cuando piensa para sí mismo mientras lucha contra el Diablo (es decir, Marduk Kurios) en el infierno, que Thomas Logan es de hecho su padre biológico. Esto se confirma aún más cuando, finalmente, tienen una confrontación cara a cara, en orden (en las propias palabras de Thomas Logan) "Para finalmente hablar, hombre a hombre, padre a hijo".
En Wolverine # 304 (abril de 2012, la serie ha vuelto a su numeración original al tener el volumen actual integrado con los volúmenes anteriores), se muestra en el infierno (que afirma que es "donde todos los Logans van cuando mueren") con el almas de cinco de sus nietos recientemente fallecidos, los "Mestizos", la descendencia ilegítima de Wolverine engendraron sin saberlo con varias mujeres a lo largo de su larga vida, a quienes sus enemigos habían engañado a Wolverine para que luchara hasta la muerte durante la historia de la mano derecha roja.

## En otros medios
Thomas Logan aparece a principios de la película de 2009, X-Men Origins: Wolverine, muriendo en circunstancias similares a su muerte en los cómics (siendo apuñalado por las garras de Wolverine después de que salen por primera vez) y se confirma que es el padre de Victor Creed y el padre biológico de Wolverine. Se le acredita como "Thomas Logan" y es interpretado por Aaron Jeffrey.